# Ophiosira austriaca
Ophiosira austriaca är en svampart som beskrevs av Petr. 1955. Ophiosira austriaca ingår i släktet Ophiosira, divisionen sporsäcksvampar och riket svampar.   Inga underarter finns listade i Catalogue of Life.